# Katori (incrociatore)
Il Katori (香取?) è stato un incrociatore leggero appartenente alla Marina imperiale giapponese, prima ed eponima unità della stessa classe e così chiamato in onore dell'omonimo tempio shintoista ubicato nella prefettura di Chiba. Fu varato nel giugno 1939 dal cantiere navale di Yokohama, di proprietà della Mitsubishi.
Pensato come nave specifica per addestrare le nuove reclute, alla fine del 1940 fu in realtà riassegnato con funzioni di nave ammiraglia alla 6ª Flotta, spostandosi all'atollo di Kwajalein appena prima dell'attacco di Pearl Harbor; qui subì danni il 1º febbraio 1942, durante uno dei rapidi raid delle portaerei della United States Navy sulle posizioni più esposte dell'Impero giapponese. L'incrociatore, comunque, rimase sempre nelle retrovie come quartier generale galleggiante della 6ª Flotta presso la base di Truk e non fu protagonista di particolari avvenimenti; fu un poco modificato nell'estate 1942 con l'aggiunta di alcuni cannoni contraerei. Il 16 febbraio 1944 si trovava a Truk quando si scatenò l'operazione Hailstone della United States Fifth Fleet: danneggiato da un siluro, fu affondato con altre unità nipponiche il giorno successivo, a nord-ovest dell'atollo, da un gruppo navale statunitense.

## Caratteristiche
Il Katori presentava una lunghezza fuori tutto di 133,50 metri, una larghezza massima di 16,60 metri e un pescaggio di 5,75 metri, per un dislocamento standard di 5 984 tonnellate (6 828 tonnellate a pieno carico). In accordo alla sua natura di unità d'addestramento, aveva una peculiare disponibilità di equipaggiamenti. L'apparato motore era formato da tre caldaie Kampon, due turbine a ingranaggi a vapore Kampon, tre motori Diesel e due alberi motore con elica: erano erogati 8 000 shp, sufficienti per una velocità massima di 18 nodi (34,2 km/h); l'autonomia massima era di 9 900 miglia nautiche alla velocità di crociera di 12 nodi (circa 18 335 chilometri a 22,8 km/h). L'armamento era articolato su quattro cannoni Type 3 da 140 mm L/50, distribuiti in due torrette binate (una a prua, una a poppa); un singolo impianto binato scudato con pezzi contraerei/antinave Type 89 da 127 mm L/40, piazzato tra la torretta posteriore e le essenziali sovrastrutture di poppa; quattro tubi lanciasiluri da 533 mm suddivisi in due installazioni doppie poste all'altezza dell'unico fumaiolo, ma senza ricariche. Erano inoltre disponibili due coppie di cannoni contraerei Type 96 da 25 mm L/60, collocate ai due lati della modesta torre di comando, e quattro cannoni cerimoniali da 40 mm per salve di saluto. Infine, tra il fumaiolo e il castello di poppa era stata inserita una catapulta per lanciare un idrovolante Mitsubishi F1M2. La corazzatura era limitata a 10 mm per il ponte, gli scudi dei pezzi da 140 mm e i magazzini delle munizioni (solo una fonte parla di 50 mm per il ponte di coperta). All'entrata in servizio l'equipaggio era formato da 315 uomini e v'erano gli spazi per accogliere 275 cadetti.

## Servizio operativo

### Costruzione
L'incrociatore leggero Katori fu ordinato nell'anno fiscale edito dal governo giapponese nel 1938 per il 3ª programma supplementare di espansione della marina (approvato l'anno precedente). La sua chiglia fu impostata nel cantiere navale della Mitsubishi a Yokosuka il 24 agosto 1938 e il varo avvenne il 17 giugno 1939; fu completato il 20 aprile 1940. L'allestimento finale era stato curato dapprima dal capitano di vascello Shutoku Miyazato e, dal 1º novembre 1939, dal pari grado Ichioka Hisashi. Egli fu il primo comandante del Katori che, nel giorno del completamento e dell'entrata in servizio, fu posto alle dipendenze dirette del 1º Distretto navale a Yokosuka come nave per servizi speciali.

### 1940-1942

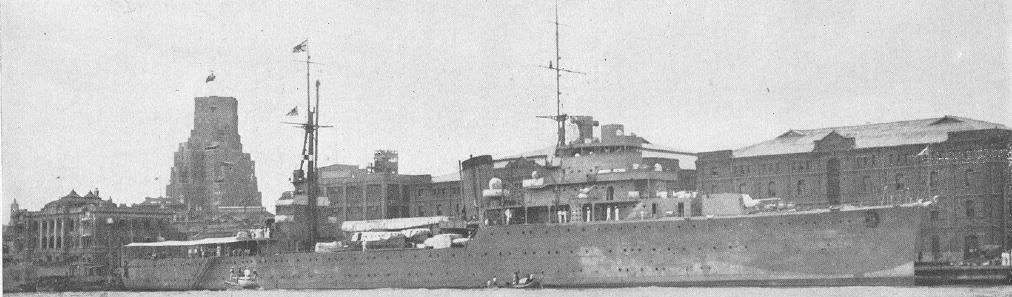
Il Katori dal lato di destra, probabilmente in un porto del Giappone. Si distinguono bene la torretta prodiera, l'apparato lanciasiluri subito a fianco del fumaiolo e il direttore del tiro in cima alla compatta struttura del ponte di comando. La catapulta, però, è sprovvista dell'idrovolante regolamentare.

Il Katori portò a termine la sua prima e unica crociera di addestramento per i giovani cadetti dell'Accademia navale di Etajima nell'estate-autunno 1940: infatti la sua abitabilità e i suoi spazi, superiori agli standard della Marina imperiale, lo rendevano ideale per fungere da nave ammiraglia. Transitato agli ordini del capitano di vascello Hisashi Mito il 15 ottobre 1940, fu rapidamente ritoccato e assegnato il 15 novembre come unità di comando della 1ª Squadriglia sommergibili, per poi divenire (maggio 1941) nave ammiraglia della 6ª Flotta del viceammiraglio Noboru Hirata, che coordinava le operazioni dei sommergibili più moderni della Marina imperiale giapponese. L'11 novembre il Katori ospitò un'importante riunione di tutti gli ufficiali della 6ª Flotta, presieduta dal nuovo comandante Mitsumi Shimizu; il viceammiraglio li rese edotti dei piani d'attacco dell'arma sottomarina per l'operazione Hawaii. Il 24 il Katori salpò da Yokosuka con il comando della flotta e si ancorò il 1º dicembre nella base d'oltremare di Truk, dove ricevette il giorno dopo la conferma che l'assalto aereo a Pearl Harbor avrebbe avuto luogo. Proseguì dunque la navigazione fino all'atollo di Kwajalein, selezionato come base per la 6ª Flotta e dove si fermò il 5 presso l'isola omonima. Qui il Katori rimase per una settimana o due, per consentire a Shimizu di coordinare i sommergibili attorno alle Hawaii; tornò poi a Truk e, il 3 gennaio 1942, ospitò una riunione durante la quale furono discussi i piani d'invasione per Rabaul con il viceammiraglio Shigeyoshi Inoue, comandante di buona parte delle forze di superficie assegnate all'operazione (che si svolse con successo il 23-24 gennaio). Il Katori era tornato a Kwajalein e lì fu sorpreso dall'inattesa incursione della Task force 8 del contrammiraglio William Halsey: preso di mira da bombardieri in picchiata Douglas SBD Dauntless e aerosiluranti Vought SB2U Vindicator della portaerei USS Enterprise, il Katori subì danni abbastanza seri e il viceammiraglio Shimizu rimase ferito. L'incrociatore poté lasciare con i propri mezzi l'atollo e diresse alla volta di Yokosuka; qui arrivò il 16 febbraio, fu trainato in secca e riparato. Shimizu fu sbarcato e dovette cedere il comando della 6ª Flotta al marchese viceammiraglio Teruhisa Komatsu, il 16 marzo. Due giorni dopo il Katori, con il nuovo comandante, si spostò a Kure: qui Komatsu ebbe un colloquio, il 16 aprile, con l'ammiraglio Isoroku Yamamoto a proposito delle prossime operazioni con sommergibili tascabili nelle acque dell'Australia e dell'Oceano Indiano. Nel pomeriggio il Katori fece rotta per Truk e quindi per l'isola di Kwajalein, dove si ancorò il 3 maggio; rimase in questo atollo fino a ben dentro l'estate ricoprendo le sue funzioni di ammiraglia. Il 1º luglio passò agli ordini del capitano di vascello Nobuki Nakaoka e un mese esatto più tardi salpò per fare ritorno a Yokosuka, dove fu trainato in secca: nell'occasione le maestranze dell'arsenale arricchirono la contraerea con due altre installazioni di cannoni automatici Type 96 da 25 mm, piazzate nella metà anteriore del ponte di coperta, e rimossero i cannoni da 40 mm (oramai inutili).
Rimesso in acqua il 17 agosto, partì subito per Truk e nella capiente rada rimase per i successivi sette mesi, sempre in funzione di sede del comando della 6ª Flotta. Dal ponte del Katori il viceammiraglio Komatsu coordinò i propri sommergibili durante la campagna di Guadalcanal, ottenendo alcuni successi come il danneggiamento della nave da battaglia USS North Carolina, della portaerei USS Saratoga e la distruzione della portaerei USS Wasp. L'incrociatore ebbe un nuovo comandante il 28 novembre, nella persona del capitano di vascello Takeji Miyazaki.

### 1943-1944 e l'affondamento

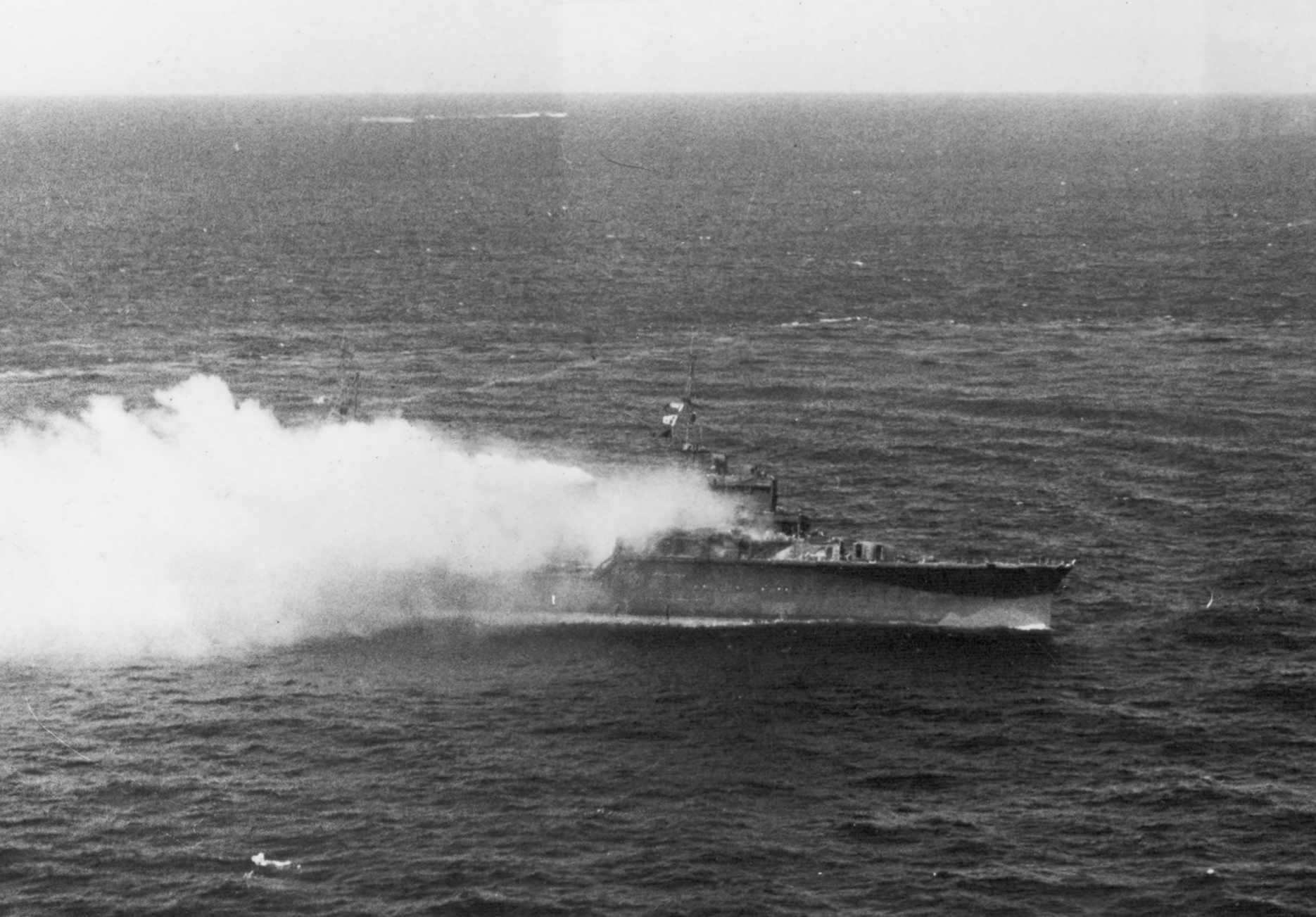
17 febbraio 1944: il Katori, ripetutamente colpito e coperto in parte dal fumo degli incendi a bordo, è in procinto di affondare al largo di Truk

Il 21 marzo 1943 il Katori partì con rotta per Yokosuka, dove fu oggetto di una generale revisione in bacino di carenaggio: rimesso in acqua il 30 aprile, salpò il 5 maggio e una settimana era nuovamente a Truk. In estate si ebbero due avvicendamenti nel comando: il 21 giugno il viceammiraglio Takeo Takagi assunse la guida della 6ª Flotta e issò le proprie insegne sul Katori; il 20 luglio l'incrociatore transitò agli ordini del capitano di vascello Hyoe Minakuchi, a sua volta rimpiazzato dal pari grado Tamekiyo Oda il 15 ottobre. In ogni caso l'unità continuò a rimanere all'ancora nella laguna di Truk senza che si verificassero eventi degni di nota.
Nel frattempo la guerra contro gli Stati Uniti si era progressivamente sviluppata in sfavore dell'Impero giapponese e gli arcipelaghi più esterni della Sfera di co-prosperità della Grande Asia orientale avevano cominciato a essere attaccati duramente dalla potente United States Fifth Fleet del viceammiraglio Raymond Spruance. Il 31 gennaio 1944 essa investì gli atolli più interni delle Marshall, che caddero dopo pochi giorni di battaglia; gli statunitensi proseguirono quindi con l'assaltare l'isolato atollo di Eniwetok, non molto distante dalla base di Truk: Spruance, pertanto, allestì una massiccia incursione aeronavale per proteggere le operazioni anfibie a Eniwetok e si presentò la mattina del 16 febbraio a est di Truk con la Task force 58 (forte di nove portaerei, sei navi da battaglia moderne e una quarantina tra incrociatori e cacciatorpediniere). Il Katori aveva appena mollato gli ormeggi per accompagnare l'incrociatore ausiliario Akagi Maru a Yokosuka, assieme ai cacciatorpediniere Maikaze, Nowaki e al posamine modificato Shonan Maru No. 15. Giusto il giorno prima l'equipaggio era stato informato che l'incrociatore era stato trasferito ai diretti ordini del Comando generale scorte, che coordinava la difesa di tutti i convogli nipponici nelle acque del Pacifico, e che ne era prevista la trasformazione in nave antisommergibile a Yokosuka.
Alle 05:00 del 16 il convoglio, che dirigeva per l'uscita settentrionale dell'atollo, fu investito da uno stormo di caccia Grumman F6F Hellcat e aerosiluranti Grumman TBF Avenger; a dispetto della contraerea, che abbatté almeno uno degli assalitori, l'Akagi Maru carico di munizioni saltò in aria e sia il Maikaze, sia il Katori lamentarono danni. Quest'ultimo, in particolare, aveva incassato un siluro, ma le avarie causate furono momentaneamente contenute con interventi d'emergenza; poté rimettersi in moto a bassa velocità in serata e lasciare l'atollo con i due cacciatorpediniere e il posamine, facendo rotta per nord-ovest. Attorno alle 13:00 del 17 febbraio la formazione giapponese fu attaccata dal Task group 50.9 distaccato e comandato da Spruance proprio per chiudere ogni via di fuga da Truk; era costituita attorno alle moderne navi da battaglia USS New Jersey (ammiraglia) e USS Iowa, scortate dagli incrociatori pesanti USS Minneapolis, USS New Orleans e due cacciatorpediniere. Il tiro statunitense provocò altri danni, eccetto che al Nowaki; il Maikaze e lo Shonan Maru No. 15 furono quindi i primi a essere distrutti dal grande volume di fuoco alle 13:45 circa, senza riuscire a infliggere danni agli americani. Poco dopo la Iowa concentrò il fuoco della batteria principale da 406 mm e di quella secondaria da 127 mm sul Katori in difficoltà, in cerca di scampo: nessuna granata colpì l'incrociatore, ma le concussioni delle esplosioni ravvicinate ebbero comunque effetto e aprirono falle nello scafo poco corazzato della nave nipponica. Il Katori riuscì a rilasciare una salva di siluri durante il brutale combattimento, senza peraltro metterne alcuno a segno, prima di cominciare ad abbassarsi sull'acqua sul lato di babordo. Alle 14:00 circa si capovolse sul fianco e sprofondò di poppa 40 miglia a nord-ovest di Truk (7°45′N 151°20′E), pare lasciando in mare un gran numero di naufraghi che non furono raccolti dagli statunitensi. Solo il Nowaki riuscì a fuggire e raggiungere Yokosuka giorni dopo.
Il 31 marzo 1944 il Katori fu depennato dalla lista del naviglio in servizio con la Marina imperiale.